# Ariyalur
Ariyalur fou un estat zamindari de l'Índia a la taluka d'Udaiyarpalaiyam al districte de Trichinopoly, presidència de Madras, actualment al Tamil Nadu. La ciutat del mateix nom era capital de la subdivisió de Ariyalur i el 1901 tenia 7.370 habitants (la subdivisió la formaven les talukes d'Ariyalur, Perambalur i Udaiyarpalaiyam).

## Història
Els polegars d'Ariyalur van viure diversos conflictes sota els nawabs de la regió carnàtica. Quan el districte de Trichinopoly va passar a mans de la Companyia Britànica de les Índies Orientals el 1801 el polegar va rebre un subsidi de 700 rúpies mensuals; l'estat va romandre sota un agent del nawab i el zamindari fou administrat per la companyia per uns anys amb una desena part de les rendes pel zamindar.
El 1817 el zamindar va obtenir un sanad que li conferia el dret sobre part del zamindari (un poble principal on tenia la residència i altres pobles i llogarets a la rodalia) en un percentatge equivalent a una desena part de les rendes totals; en canvi fou requerit a pagar 1.090 rúpies com a peshkash. Els zamindars eren de la casta Vanniya i originalment dominaven la regió com a caps de policia (arasukavalgars). La propietat posteriorment es va repartir en disset porcions per vendes efectuades per pagar deutes dels zamindars, deixant de ser un autèntic estat per passar a ser una gran propietat.